# Marcipa madagascariensis
Marcipa madagascariensis är en fjärilsart som beskrevs av Jean Pelletier 1978. Marcipa madagascariensis ingår i släktet Marcipa och familjen nattflyn. Inga underarter finns listade i Catalogue of Life.